# Эскель (Аргентина)

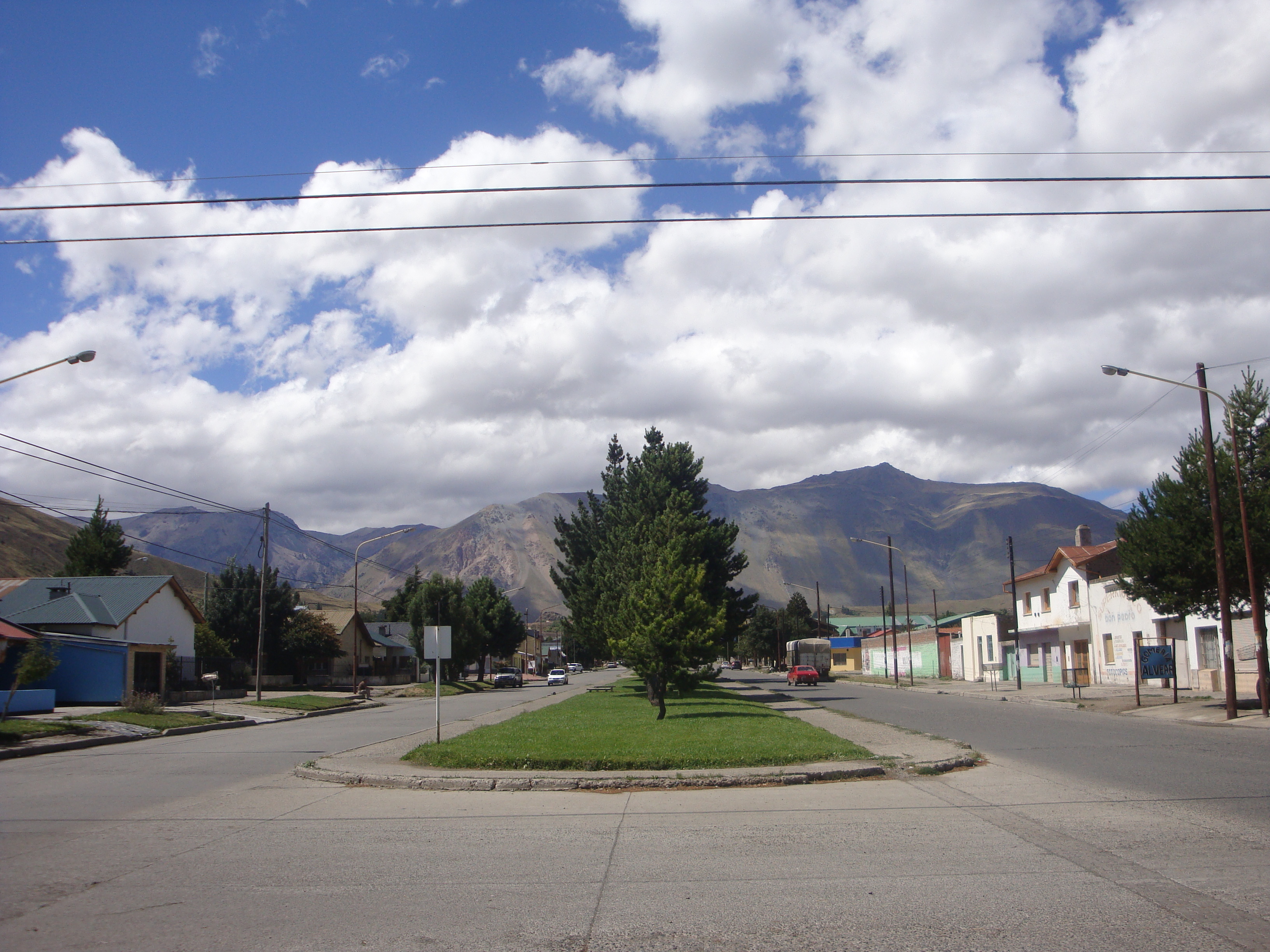
Одна из улиц города

Эскель (исп. Esquel) — город в провинции Чубут, Аргентина. Расположенный в предгорьях Анд. Численность населения в 2019 году составила 36 687 человек.

## Общие сведения
Название «Эскель» с языка индейских племен теуэльче означает «земля колючих растений», вследствие того, что в районе города произрастает большое количество ксерофитных колючих кустарников.
Город расположен в плодородной долине на берегу небольшой реки Эскель, окружённый со всех сторон горными хребтами, защищающими его от сухих патагонских и влажных тихоокеанских ветров. Самой высокой горой рядом с городом является Ла-Хойя, на которой расположен горнолыжный курорт. В окрестностях города находится большое количество озёр ледникового происхождения и лагуна Ла-Зета.
Город имеет относительно мягкий, умеренно засушливый средиземноморский климат, более прохладный, чем в целом по стране. Зима дождливая, самый холодный месяц — июль, когда средняя температура воздуха составляет (—1,4) °С со средним минимумом (—4,1) °С. Лето солнечное, самый тёплый месяц — февраль, со средней температурой воздуха 12,9 °С и средним максимумом 19,5 °С. Среднегодовое количество осадков составляет приблизительно 500 мм. 

## История
Город был основан валлийскими иммигрантами 25 февраля 1906 года как часть колонии 16 октября, включавшей также расположенный неподалеку город Тревелин.
В 1937 году в 30 километрах к западу от города был создан национальный парк Лос-Алерсес. С 1945 года в Эскеле действуют аэропорт и узкоколейная железная дорога Ла Трочита. В 1972 году началось строительство комплекса гидроэлектростанций Футалеуфу, что повлекло за собой бурный рост населения города. В 1974 году открылся горнолыжный курорт Ла-Хойя, благодаря чему Эскель стал популярным туристическим центром.